# علاء نجار
علاء نجار، هو طبيب وويكيبيدي، اختير في 15 أغسطس 2021 لينال جائزة ويكيميدي العام من قبل مؤسس ويكيبيديا جيمي ويلز لدوره في تطوير المشاريع العربية والطبية وكذلك لدوره في تطوير مواضيع مرض فيروس كورونا في ويكيبيديا.
عبر حسابه علاء (ن)، يعد نجار مساهمًا نشطًا في «مشروع ويكي طب»، وهو إداري متطوّع في ويكيبيديا العربية، وكان عضواً في الهيئة الإدارية «لويكيميديا بلاد الشام» في عام 2020م ومحرر في «مجلة ويكي طب» التابعة لويكي الجامعة.

## دراسته
تخرج علاء نجار بدرجة بكالوريوس الطب والجراحة من كلية الطب بجامعة الإسكندرية في يناير 2021.

## المساهمات

### في حركة ويكيميديا

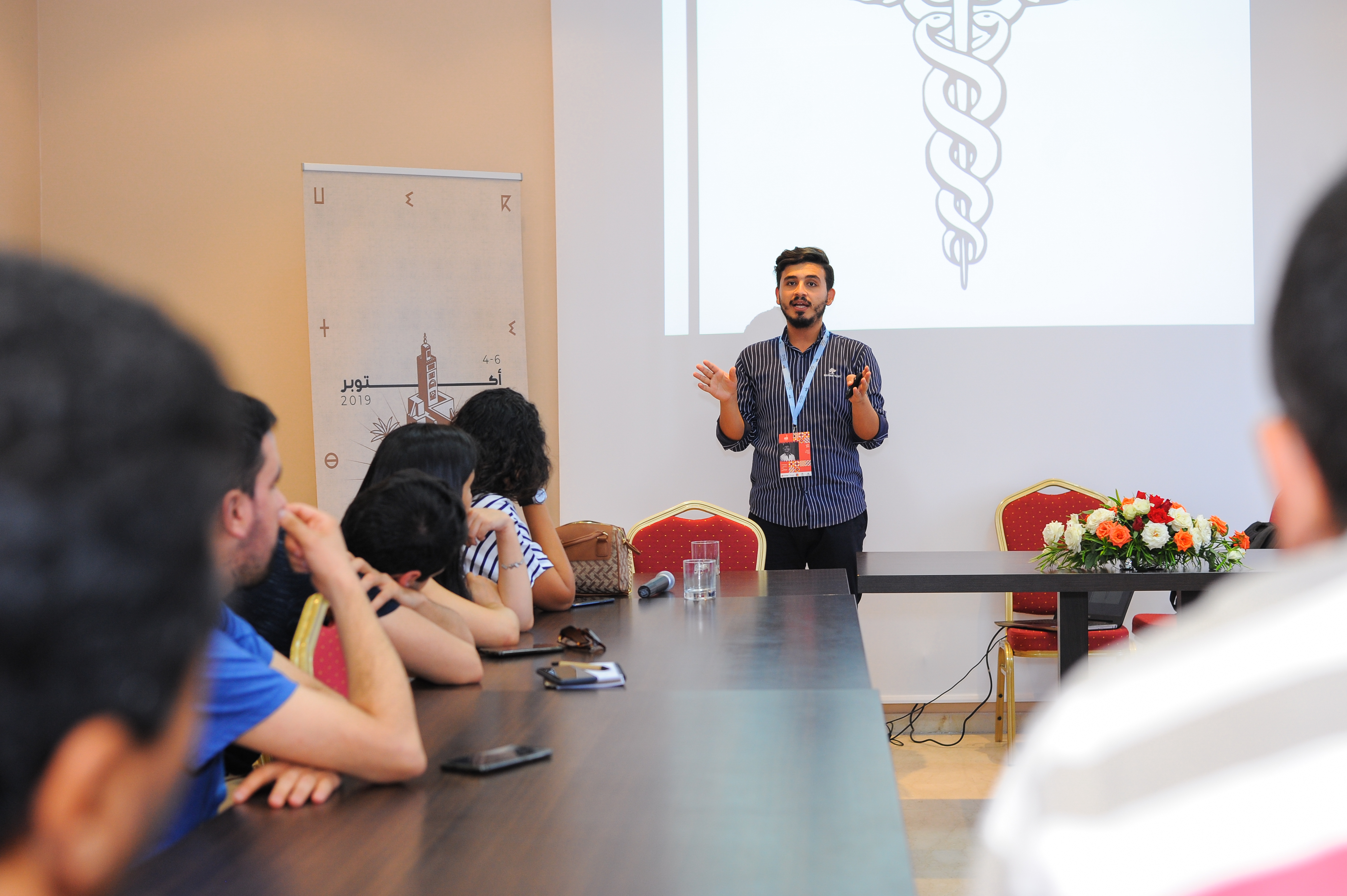
علاء نجار متحدثًا عن مشروع ويكي طب في مؤتمر «ويكي عربية 2019».

«علاء نجار» مساهم نشط في مشاريع ويكيميديا منذ عام 2014، وترتكز معظم مساهماته على المقالات المتعلقة بالطب. كما أنه إداري في ويكيبيديا العربية، ومساهم عبر صلاحيات مختلفة في العديد من مشاريع مؤسسة ويكيميديا. وهو أيضًا عضو الهيئة الإدارية لمجموعة «ويكيميديا في بلاد الشام»، ومحرر في «مجلة ويكي طب» منذ ديسمبر 2018، كما أنه عضو في فريق الشبكات الاجتماعية الرسمي في ويكيبيديا العربية.

نشط علاء النجار في أثناء جائحة كوفيد-19 في مكافحة المعلومات المغلوطة والمضللة حول وباء كوفيد في ويكيبديا العربية، وقاد «مشروع كوفيد-19» في الموسوعة العربية، ويساهم مساهمة رئيسة في «مشروع ويكي طب». يعمل علاء في مكافحة المعلومات الطبية الخاطئة، خاصة تلك المتعلقة بجائحة كورونا بمعلومات موثوقة ومدققة علميًا.
حصل علاء نجار على لقب ويكيميدي العام في 15 أغسطس 2021 من قبل مؤسس ويكيبيديا جيمي ويلز. أشيد بدوره الرائد في تطوير المشاريع العربية والطبية وكذلك لدوره في تطوير مواضيع مرض فيروس كورونا في ويكيبيديا. بسبب قيود السفر، لم يستطع ويلز تسليم الجائزة شخصيًا إلى نجار كما جرت العادة عند اختيار ويكيميدي العام في كل سنة، ولكن بدلًا من ذلك تحدث إليه في مكالمة مفاجئة عبر تطبيق جوجل مييت.
يشارك نجار بصفة محاضر في ندوات تعليمية وثقافية للتعريف بويكيبيديا العربية ونموذج عملها القائمة على التطوع ويشرح القوانين الخاصة بالمحتوى الحر وتنظيمه على الإنترنت.

### في الوسائط المتعددة
يكتب علاء نجار في موقع ألتراصوت وينشر مقالاته باسم علاء خالد، وتتمحور عموماً حول ويكييبيديا وأثرها في المجتمع العربي. ينشط نجار أيضاً في التعريب، وساهم في اشتقاق المصطلحات العلمية وتعريبها لكتاب "بروتوكول الإنترنت: الإصداران الرابع والسادس" الصادر سنة 2022.

## المؤلفات
- بحث محكم في مجلة كيوريس المُحكَّمة سنة 2023م، عنوانه: ورم حبيبي أصفر سرجي في فتاة تبلغ من العمر عامين: تقرير حالة (بالإنجليزية: Sellar Xanthogranulomatosis in a Two-Year-Old Girl: A Case Report).[8]
- بحث محكم في دورية تقارير الحالات الجراحية سنة 2024م، عنوانه: عرض معقَّد لكيسة جلدانيَّة في الجهة الجبهيَّة الوجنيَّة اليسرى: تقرير حالة (بالإنجليزية: Complex presentation of a left Fronto-zygomatic Dermoid cyst; a case report).[9]
- بحث محكم في دورية تقارير الحالات الجراحية سنة 2024م، عنوانه: ورم أرومي دبقي متعدد الأشكال في مريض مصاب بالورم العصبي الليفي من النوع الأول: تقرير حالة ومراجعة للأدبيات (بالإنجليزية: Glioblastoma multiforme in a patient with neurofibromatosis type 1: a case report and review of literature).[10]
- بحث محكم في المجلة الدولية لتقارير ومراجعات الحالات السريرية، عنوانه: الجُلاد الحموي الحاد بالعَدَلات (متلازمة سويت): عرضٌ نادرٌ مع تحديٍ تشخيصي: تقرير حالة ومراجعة الأدبيات (بالإنجليزية: Acute Febrile Neutrophilic Dermatosis (Sweet’s Syndrome): A Rare Presentation with Diagnostic Challenge: Case Report and Literature Review).[11]
- بحث محكم في الدورية الدولية لتقاير الحالات الجراحية  سنة 2025م عنوانه: تقرير حالة نادرة لنقائل جزيرِيَّة من ساركومة مع إدارة جراحيَّة وأوراميَّة ناجحة على مدى طويل (بالإنجليزية: A rare case report of insular metastatic from sarcoma with successful long term surgical and oncological management).[12]
- بحث محكم في دورية علاج السرطان وأبحاثه سنة 2025م عنوانه: ورم عصبي عُقْدي أمام العَجُز لدى امرأة تبلغ من العمر 30 عامًا: تقرير حالة ومراجعة أدبية (بالإنجليزية: Presacral Ganglioneuroma in a 30-Year-Old Female: Case Report and Literature Review).[13]